# Telenassa nussia
Telenassa nussia är en fjärilsart som beskrevs av Druce 1876. Telenassa nussia ingår i släktet Telenassa och familjen praktfjärilar. Inga underarter finns listade i Catalogue of Life.